# Fiat Tempra
De Fiat Tempra is een auto uit de compacte middenklasse van het Italiaanse automerk Fiat. Het model werd geïntroduceerd in 1990 als opvolger van de Fiat Regata en werd in 1996 in Europa opgevolgd door de Fiat Marea. De Tempra was zowel leverbaar als sedan en als Stationwagon. Er was ook een bestelwagenvariant die werd verkocht als Fiat Marengo. In Brazilië leverde Fiat de Tempra ook als coupé. 

## Kenmerken
1990 was het eerste productiejaar van de Fiat Tempra. Het model was feitelijk de sedan/stationwagon uitvoering van de Fiat Tipo. Met dat model deelt de Tempra dan ook veel techniek. Om kosten te besparen diende de Tipo voor nog veel meer modellen binnen de Fiat Groep als basis. Ook verschillende Alfa Romeo's en Lancia's zijn gebaseerd op de Tipo. Deze strategie is later door veel meer fabrikanten overgenomen, waaronder het Duitse Volkswagen.
Zoals alle andere Fiats van eind jaren 80/begin jaren 90 kenmerkt het ontwerp van de Tempra zich door z'n hoekige vorm. Het familiegezicht van Fiats in die tijd bestond uit een rechte grill, met grote, vierkante/rechthoekige koplampen. Van voren lijkt de Tempra dan ook veel op de latere Fiat Uno, Croma en natuurlijk de Tipo. Ook besteedde Fiat veel aandacht aan aerodynamica. Dit is vooral te zien aan de weggewerkte ruitenwissers en ruitensproeiers. 
Opvallend aan de sedan is de hoge achterkant, dat tot gevolg had dat het zicht naar achteren niet optimaal was. De station was vooral ontworpen voor een grote laadruimte, getuige de vierkante vorm. Net zoals zijn voorganger beschikt de S.W. over een neerklapbare achterbumper. Die zorgt ervoor dat de tildrempel zo laag mogelijk kon blijven, voor een makkelijke belading van de bagageruimte. De bagageruimte inhoud van de S.W. bedraagt 500 liter. Indien de achterbank wordt neergeklapt ontstaat er 1550 liter.
Naast de buitenkant is ook het interieur van de Tempra strak vormgegeven. Opvallend is dat de duurdere versies beschikken over een digitaal dashboard, terwijl de goedkopere uitvoeringen over een analoog instrumentarium beschikken. 

## Motoren

### Benzine
| Type     | Motor     | Motor     | Vermogen | Koppel | Jaartal     |
| Type     | Inhoud    | Cilinders | Vermogen | Koppel | Jaartal     |
| -------- | --------- | --------- | -------- | ------ | ----------- |
| 1.4      | 1.372 cm³ | 4-in-lijn | 76 pk    | 108 Nm | 1990 - 1992 |
| 1.4 i.e. | 1.372 cm³ | 4-in-lijn | 71 pk    | 108 Nm | 1992 - 1996 |
| 1.6      | 1.581 cm³ | 4-in-lijn | 86 pk    | 132 Nm | 1990 - 1992 |
| 1.6 i.e. | 1.581 cm³ | 4-in-lijn | 80 pk    | 128 Nm | 1990 - 1992 |
| 1.6 i.e. | 1.581 cm³ | 4-in-lijn | 78 pk    | 124 Nm | 1992 - 1996 |
| 1.8 i.e. | 1.756 cm³ | 4-in-lijn | 110 pk   | 142 Nm | 1990 - 1992 |
| 1.8 i.e. | 1.756 cm³ | 4-in-lijn | 105 pk   | 140 Nm | 1992 - 1996 |
| 2.0 i.e. | 1.781 cm³ | 4-in-lijn | 113 pk   | 159 Nm | 1990 - 1996 |

### Diesel
| Type      | Motor     | Motor     | Vermogen | Koppel | Jaartal     |
| Type      | Inhoud    | Cilinders | Vermogen | Koppel | Jaartal     |
| --------- | --------- | --------- | -------- | ------ | ----------- |
| 1.9 D     | 1.929 cm³ | 4-in-lijn | 65 pk    | 119 Nm | 1990 - 1996 |
| 1.9 T.ds. | 1.929 cm³ | 4-in-lijn | 90 pk    | 186 Nm | 1990 - 1996 |

In Nederland leverde Fiat alleen de 1.6 i.e., 2.0 i.e. en de diesels.

## Uitvoeringen
Fiat leverde de Tempra in drie verschillende uitrustingsniveaus, namelijk een naamloze basisuitvoering, de S en als topuitvoering de SX.
- Standaarduitrusting o.a.: analoog dashboard, kofferruimteverlichting, stuurbekrachtiging en een in hoogte verstelbaar stuur.
- S (extra t.o.v. standaard): getint glas, centrale deurvergrendeling, elektrische ramen vóór en een toerenteller (alleen benzine).
- SX (extra t.o.v. S): in kleur gespoten bumpers, verlicht dashboardkastje, digitaal dashboard, checkpanel, middenarmsteun achter, skiluik, zonwering achter en een toerenteller.

De S.W. beschikte daarnaast over: wisser achter, armsteun achter, deelbare achterbank, deelbare achterbumper en een afdekscherm voor de bagageruimte.

## Facelift
In 1993 voort Fiat een facelift door. Fiat monteerde een andere grill en ook werden er wat aanpassingen verricht aan de passieve veiligheid van de auto. Verder werd de auto optioneel leverbaar met ABS en airbags.
Huidige modellen: 
124 Spider ·
500 ·
500e ·
500L ·
500X ·
600 ·
Aegea ·
Argo ·
Cronos · 
Doblò · 
Ducato ·
Fiorino ·
Fullback ·
Linea ·
Palio · 
Panda · 
Punto · 
Qubo ·
Scudo · 
Siena ·
Strada ·
Tipo · 
Ulysse
Historische modellen na de Tweede Wereldoorlog: 
124 · 
125 · 
126 · 
127 · 
128 · 
130 · 
131 · 
132 · 
133 · 
147 · 
148 · 
242 ·
500 ·
600 · 
600 Multipla · 
850 · 
1100 · 
1200 · 
1300/1500 · 
1400/1900 · 
1800/2100 · 
2300 · 
Albea ·
Argenta · 
Barchetta · 
Bianchina ·
Bravo · 
Brío · 
Campagnola · 
Cinquecento · 
Coupé · 
Croma · 
Dino · 
Duna · 
Elba ·
Fiorino ·
Freemont ·
Grande Punto ·
Idea ·
Marea · 
Marengo · 
Mod 5 · 
Multipla · 
Oggi · 
Panorama · 
Penny · 
Prêmio · 
Regata · 
Ritmo · 
Sedici ·
Seicento · 
Spazio · 
Stilo ·
Talento · 
Tempra · 
Tipo · 
Turbina · 
Uno · 
Vivace · 
X1/9
Historische modellen voor de Tweede Wereldoorlog: 
1 · 
1T · 
10 HP · 
12 HP · 
24 HP · 
2B Torpedo · 
4 HP · 
501 · 
502 · 
503 · 
505/507 · 
508 · 
509 · 
510/512 · 
514 · 
515 · 
518 · 
519 · 
520 · 
521 · 
522 · 
524 · 
525 · 
527 · 
60 HP · 
70 · 
801 · 
1100 · 
1500 · 
2800 · 
Brevetti · 
Laundolet · 
Modello O · 
Tipo 2 · 
Tipo Torpedo · 
Topolino · 
Zero